# Argences en Aubrac
Argences en Aubrac is een gemeente in het arrondissement Rodez in het Franse departement Aveyron in de regio Occitanie. De gemeente is ontstaan op 1 januari 2016 door de fusie van de gemeente Alpuech, Graissac, Lacalm, Sainte-Geneviève-sur-Argence, La Terrisse en Vitrac-en-Viadène. De hoofdplaats is Sainte-Geneviève-sur-Argence. De gemeente telde 1.597 inwoners op 1 januari 2022.

## Geografie
De oppervlakte van Argences en Aubrac bedroeg op 1 januari 2022 151,78 vierkante kilometer; de bevolkingsdichtheid was toen 10,5 inwoners per km².

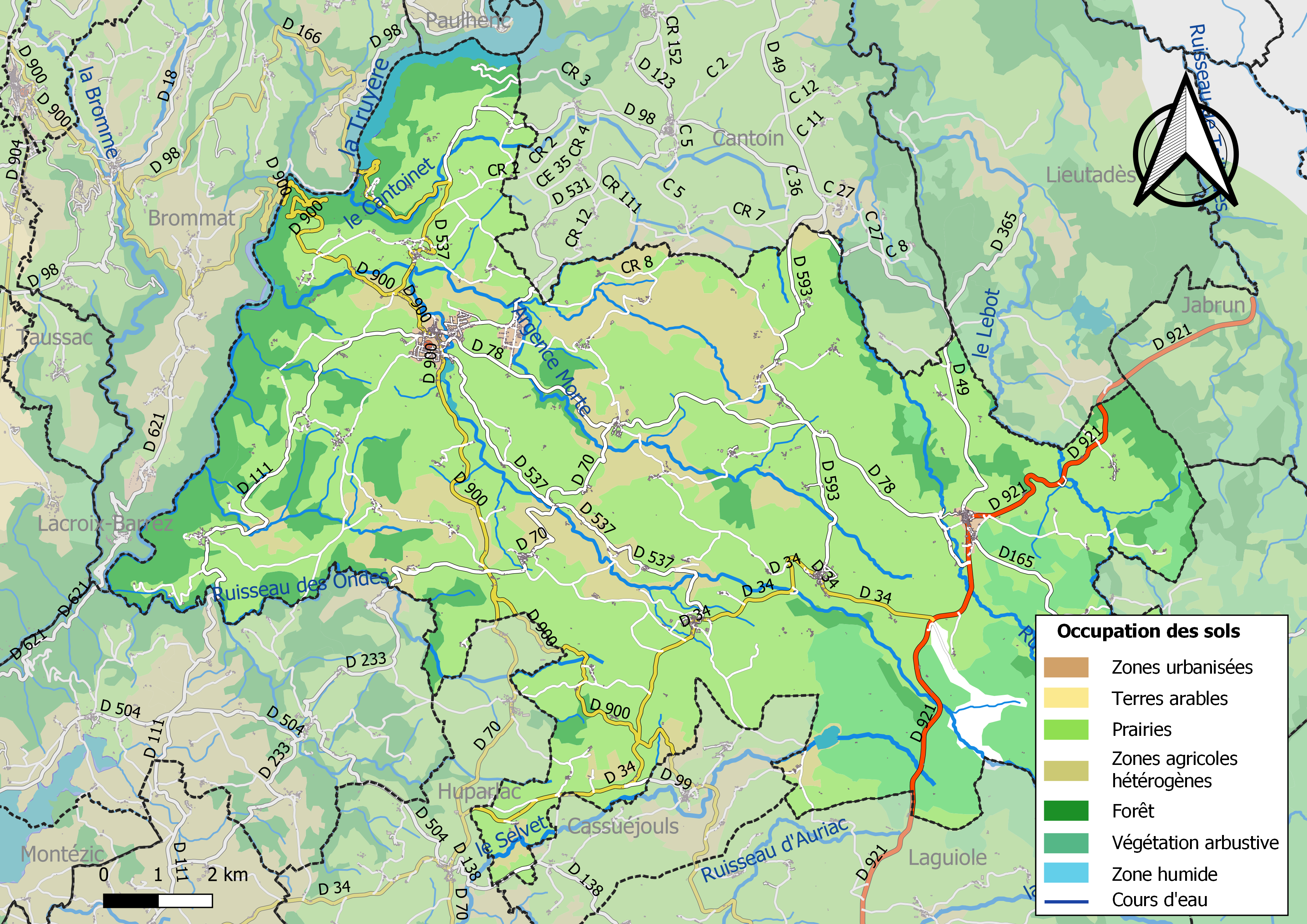
Kaart van de gemeente met belangrijkste infrastructuur, bodemgebruik en omliggende gemeenten